# Coptocercus javanicus
Coptocercus javanicus là một loài bọ cánh cứng trong họ Cerambycidae.